# Museu del Patronat de la Vall de Lord
El Museu del Patronat de la Vall de Lord és un edifici del municipi de Sant Llorenç de Morunys (Solsonès) inclòs en l'Inventari del Patrimoni Arquitectònic de Catalunya.

## Descripció
Edifici de dues plantes entre mitgeres cobert a una sola vessant. De planta totalment irregular, determinada per l'estructura dels carrers de l'església i el Carrer Major, està parcialment destinat a Museu car la part baixa de l'edifici és ocupada per botigues. Conserva un endreçat parament de pedra, col·locada a trencapunt, les parts més baixes del qual corresponen a la primera construcció del segle xiv.

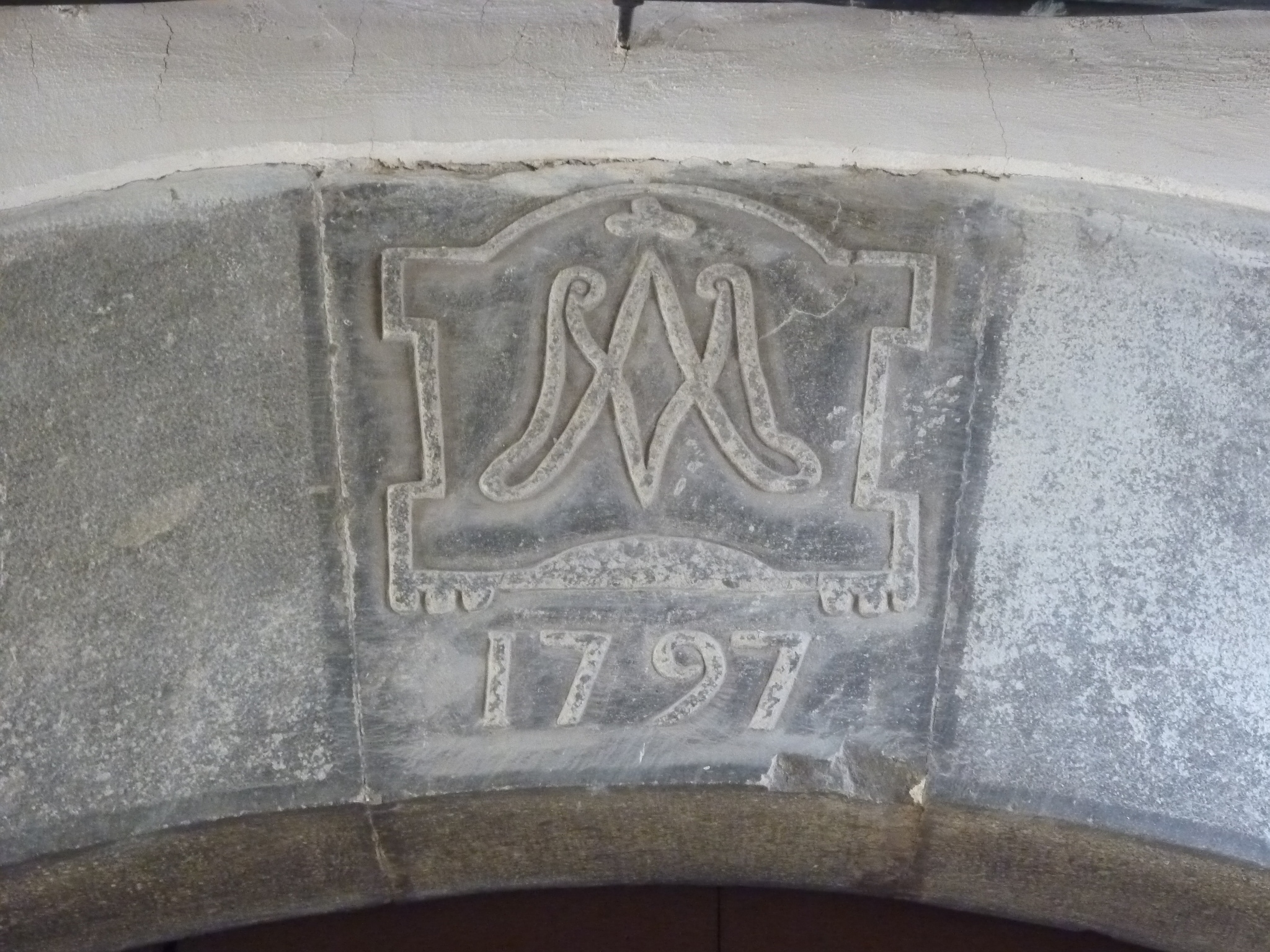
Clau de l'arc de la porta

## Història
Dins els murs de la vila de Sant Llorenç hi ha la casa de l'antiga Confraria dels Colls del Lord, edifici que data de la fi del segle xviii. L'any 1946 s'hi instal·là el Museu del Patronat de la Vall de Lord. Aquest museu està format per una secció d'Arqueologia (material prehistòric de la vall), una Religiosa i una interessant mostra d'eines i maquinària formant una secció antropològica i etnogràfica. El museu ha sigut organitzat pel Patronat i especialment pels historiadors Manel Riu i Manel Segret, juntament amb el rector de Sant Llorenç, Monsenyor Santamaria
La Confraria dels Colls era una entitat benèfic-social fundada de 1343 i que perdura fins a l'any 1951. Era regida per quatre priors i administradors que es renovaven cada 2 anys per meitats. N'eren confrares tots els habitants de Sant Llorenç i dels pobles de la comarca, els Ducs de Cardona i diverses personalitats de Berga, Solsona, la Seu d'Urgell i Barcelona. Tingué senyoria sobre els pobles de Clarà, Peracamps i els Torrents. Adquirí propietats, deixà diners i beneficis i feu construir l'altar xorigueresc de la Mare de Déu dels Colls a l'església parroquial, obra de Josep Pujol entre 1773-1789.